# Guanlong
Guanlong ist eine fossile Gattung der Dinosaurier, von der zwei sehr gut erhaltene Exemplare im nordwest-chinesischen Autonomen Gebiet Xinjiang im Junggar-Becken ausgegraben und zur Art Guanlong wucaii (Hanyu Pinyin: guānlóng wŭcái) gestellt wurden. Beide Exemplare kamen in Gesteinsschichten aus dem Oberjura (Oxfordium) zum Vorschein und werden der Gruppe der Coelurosauria zugerechnet. Der ihnen von Forschern des Instituts für Wirbeltierpaläontologie und Paläoanthropologie der Chinesischen Akademie der Wissenschaften gegebene Gattungsname Guanlong bedeutet „gekrönter Drache“, das Epitheton wucaii steht für „fünf“ (wu) und „Farbe“, wobei sich „fünf Farben“ auf das besonders reichhaltig gefärbte Gestein des Fundorts bezieht und nicht auf die Knochenfunde.
Die chinesischen Forscher ordnen die Funde als frühen Ahnen von Tyrannosaurus den Tyrannosauroiden zu. Guanlong wucaii wird aufgrund seiner Bezahnung als Beutegreifer angesehen. Das ungefähr drei Meter lange Tier trug einen auffälligen fragilen Kamm auf seiner recht langgezogenen Schnauze. Dieser Nasenschmuck wurde von den Entdeckern als „Krone“ bezeichnet und so für die Namensgebung herangezogen. Aufgrund seiner ausgeprägten „Leichtbauweise“ mit vielen Hohlräumen kann die „Krone“ nicht zum Kämpfen eingesetzt worden sein und wird daher als soziales Signal im Zusammenhang mit der Wahl von Sexualpartnern oder generell mit der Arterkennung gedeutet.
Das größere der beiden Tiere soll zum Zeitpunkt seines Todes zwölf Jahre alt und bereits seit fünf Jahren ausgewachsen gewesen sein. In einer Zeichnung, die der Erstbeschreibung der neuen Gattung und Art in der Zeitschrift Nature beigegeben war, wurde Guanlong wucaii mit schütterem Federkleid dargestellt, wofür die Fundsituation allerdings keine Belege lieferte.

## Belege
1. ↑  Xing Xu, James M. Clark, Catherine A. Forster, Mark A. Norell, Gregory M. Erickson, David A. Eberth, Chengkai Jia, Qi Zhao: A basal tyrannosauroid dinosaur from the Late Jurassic of China. In: Nature. Band 439, Nr. 7077, 2006, S. 715–718, doi:10.1038/nature04511.